# Vista Point
Vista Point es un álbum recopolitario de la banda californiana Yawning Man. Fue publicado en octubre de 2007 por el sello australiano Lexicon Devil. El lanzamiento reúne el álbum Rock Formations y el EP Pot Head.

## Lista de canciones
| Rock Formations |                               |          |  |
| N.º             | Título                        | Duración |  |
| 1.              | «Rock Formations»             | 5:21     |  |
| 2.              | «Perpetual Oyster»            | 5:22     |  |
| 3.              | «Stoney Lonesome»             | 6:02     |  |
| 4.              | «Split Tooth Thunder»         | 2:58     |  |
| 5.              | «Sonny Bono Memorial Freeway» | 3:52     |  |
| 6.              | «Airport Boulevard»           | 5:22     |  |
| 7.              | «Advanced Darkness»           | 2:33     |  |
| 8.              | «She Scares Me»               | 4:09     |  |
| 9.              | «Crater Lake»                 | 3:37     |  |
| 10.             | «Buffalo Chips»               | 4:26     |  |

| Pot Head |                                |          |  |
| N.º      | Título                         | Duración |  |
| 11.      | «Manolete»                     | 6:47     |  |
| 12.      | «Encounters with an Angry God» | 7:09     |  |
| 13.      | «Digital Smoke Signal»         | 5:01     |  |
| 14.      | «Samba de Primavera»           | 5:03     |  |

## Créditos
| - Gary Arce – guitarra - Mario Lalli – bajo en Rock Formations - Billy Cordell – bajo en Pot Head - Alfredo Hernández – batería - Mathias Schneeberger – teclado, theremin | - Ingeniería por Robbie Waldman. - Masterizado y mezclado por Steve Feldman. - Arte y diseño por Ian Underwood y Dave Lang. |